# Une nuit terrible
Une nuit terrible je francouzský němý film z roku 1896. Režisérem je Georges Méliès (1861–1938). Film byl natočen na zahradě jeho domu v Montreuil ve Francii. Sám Méliès si ve filmu zahrál hlavní roli. Ve filmu nebyl použit žádný speciální efekt, kromě hračky symbolizující pavouka.

## Děj
Film zachycuje muže v posteli, který se právě snaží usnout, což mu ale překazí přítomnost velkého pavouka. Muž vezme koště, pavouka shodí ze zdi a rozmáčkne. Mrtvé tělo pavouka dá do vázy v nočním stolku a znovu ulehne do postole.